# Exoryza
Exoryza (лат.) — род мелких наездников подсемейства Microgastrinae из семейства Braconidae (Ichneumonoidea).

## Распространение
Юго-Восточная Азия и Северная Америка.

## Описание
Мелкие паразитические наездники (2—3 мм). От близких родов отличается длинным и изогнутым яйцекладом, чья длина примерно равна длине задней голени, щетинки по всей длине; I и II тергиты брюшка морщинистые и занимают почти всю спинную поверхность их сегментов; I-й тергит короткий, апикально расширяется;
II-й тергит шире своей длины, прямоугольный; III-й тергит примерно равен по длине второму, слабо скульптирован. Жгутик усика 16-члениковый. Нижнечелюстные щупики 5-члениковые, нижнегубные щупики состоят из 3 сегментов. Дыхальца первого брюшного тергиты находятся на латеротергитах. Паразитируют на гусеницах бабочек (Pyraloidea).

## Классификация
Род был впервые выделен американским энтомологом Уильямом Ричардом Мейсоном в 1981 году на основании типового вида Apanteles schoenobii Wilkinson, 1932 (Exoryza schoenobii (Wilkinson, 1932)). Exoryza принадлежит к подсемейству Microgastrinae.
- Exoryza minnesota Mason, 1981
- Exoryza schoenobii (Wilkinson, 1932)